# ۱۴۹ (عدد)
۱۴۹(صد و چهلو نه) یک عدد طبیعی است که بعد از ۱۴۸ و قبل از ۱۵۰ قرار دارد.